# العلاقات الكاميرونية الليتوانية
العلاقات الكاميرونية الليتوانية هي العلاقات الثنائية التي تجمع بين الكاميرون وليتوانيا.

## مقارنة بين البلدين
هذه مقارنة عامة ومرجعية للدولتين:
| وجه المقارنة                                              | الكاميرون                      | ليتوانيا                                                    |
| --------------------------------------------------------- | ------------------------------ | ----------------------------------------------------------- |
| المساحة (كم2)                                             | 475.44 ألف                     | 65.30 ألف                                                   |
| عدد السكان (نسمة)                                         | 24.05 مليون                    | 2.79 مليون                                                  |
| الكثافة السكانية (ن./كم²)                                 | 50.58                          | 42.73                                                       |
| العاصمة                                                   | ياوندي                         | فيلنيوس، كاوناس                                             |
| اللغة الرسمية                                             | لغة فرنسية، لغة إنجليزية       | اللغة الليتوانية                                            |
| العملة                                                    | فرنك وسط أفريقي                | ليتاس ليتواني، يورو                                         |
| الناتج المحلي الإجمالي (بليون دولار)                      | 34.80 مليار                    | 47.17 مليار                                                 |
| الناتج المحلي الإجمالي (تعادل القوة الشرائية) بليون دولار | 72.72 مليار                    | 84.06 مليار                                                 |
| الناتج المحلي الإجمالي الاسمي للفرد دولار أمريكي          | 1.22 ألف                       | 14.15 ألف                                                   |
| الناتج المحلي الإجمالي للفرد دولار أمريكي                 | 2.97 ألف                       | 27.69 ألف                                                   |
| مؤشر التنمية البشرية                                      | 0.512                          | 0.839                                                       |
| رمز المكالمات الدولي                                      | +237                           | +370                                                        |
| رمز الإنترنت                                              | .cm                            | .lt                                                         |
| المنطقة الزمنية                                           | توقيت غرب أفريقيا، ت ع م+01:00 | ت ع م+02:00، ت ع م+03:00، أوروبا/فيلنيوس ‏، توقيت شرق أوروبا |

## منظمات دولية مشتركة
يشترك البلدان في عضوية مجموعة من المنظمات الدولية، منها:
| علم المنظمة | اسم المنظمة                               | تاريخ انضمام الكاميرون | تاريخ انضمام ليتوانيا |
| ----------- | ----------------------------------------- | ---------------------- | --------------------- |
|             | مؤسسة التنمية الدولية                     | 10 أبريل 1964          | 23 سبتمبر 2011        |
|             | يونسكو                                    | 11 نوفمبر 1960         | 7 أكتوبر 1991         |
|             | وكالة ضمان الاستثمار متعدد الأطراف        | 7 أكتوبر 1988          | 8 يونيو 1993          |
|             | الأمم المتحدة                             | 20 سبتمبر 1960         | 17 سبتمبر 1991        |
|             | الاتحاد البريدي العالمي                   | ?                      | ?                     |
|             | البنك الدولي للإنشاء والتعمير             | 10 يوليو 1963          | 6 يوليو 1992          |
|             | الاتحاد الدولي للاتصالات                  | 22 ديسمبر 1960         | 1 يوليو 1923          |
|             | منظمة حظر الأسلحة الكيميائية              | ?                      | ?                     |
|             | مؤسسة التمويل الدولية                     | 1 أكتوبر 1974          | 15 يناير 1993         |
|             | المركز الدولي لتسوية المنازعات الاستشارية | 2 فبراير 1967          | 5 أغسطس 1992          |
|             | منظمة التجارة العالمية                    | ?                      | ?                     |
|             | منظمة الشرطة الجنائية الدولية             | ?                      | ?                     |

## وصلات خارجية
- موقع وزارة الخارجية الكاميرونية
- موقع وزارة الخارجية الليتوانية